# Rethlage
Das Naturschutzgebiet Rethlage liegt in der Gemeinde Stemwede im Kreis Minden-Lübbecke. Es ist rund 42,9 Hektar groß und wird unter der Bezeichnung MI-005 geführt. 
Es liegt östlich des Ortsteiles Destel der Gemeinde Stemwede und westlich des Ortsteiles Vehlage der Stadt Espelkamp. Die Flächen stehen im Eigentum des Landes Nordrhein-Westfalen.

## Bedeutung
Die Unterschutzstellung erfolgt wegen der Seltenheit und besonderen Eigenart der Fläche und zur Erhaltung und Wiederherstellung 
von Lebensgemeinschaften als Refugium für bedrohte und gefährdete wildlebende Tier- und Pflanzenarten.
Im Naturraum der Rahden-Diepenauer Geest ist die Rethlage eine langgestreckte Waldfläche. Neben dem prägenden Erlenbruchwald sind Stieleiche, Esche und Birke zu finden. Außerdem sind Schilfröhrichte und Großseggen zu finden. Im Rahmen der Wiederherstellung wurden Blänken und Stillgewässer angelegt.
Das Naturschutzgebiet ist Heimat für viele Blüten- und Farnpflanzen. Etliche dieser typischen Arten der Feuchtgebiete sind in der Roten Liste des Landes Nordrhein-Westfalen als gefährdet eingestuft. Hierzu gehören der Lungenenzian, das Sumpfblutauge und die Wasserfeder.